# Torgu
Torgu (deutsch Torken) ist eine ehemalige Landgemeinde im estnischen Kreis Saare mit einer Fläche von 126,44 km². Sie hatte 346 Einwohner (2010). 2017 fusionierten alle Gemeinden auf Saaremaa zur neuen Landgemeinde Saaremaa.
Torgu lag an der Südspitze der Insel Saaremaa auf der Halbinsel Sõrve (deutsch: Sworbe). Neben dem Verwaltungssitz Iide umfasst die Landgemeinde die Dörfer Hänga, Jämaja, Kaavi, Kargi, Karuste, Kaunispe, Laadla, Lindmetsa, Lõopõllu, Läbara, Lülle, Maanteeküla, Mõisaküla, Mõntu, Mäebe, Mässa, Ohessaare, Soodevahe, Sääre, Tammuna und Türju.
Die Landschaft auf der Halbinsel Sõrve (Gesamtlänge 32 km, größte Breite 10 km) ist für Naturliebhaber und Wandertouristen interessant.
Auf Sõrve fanden 1944 verheerende Schlachten zwischen der deutschen Wehrmacht und der Roten Armee statt. Daran erinnern heute einige erhaltene militärische Bauten sowie ein sowjetisches Mahnmal.